# Lambda Lupi
Lambda Lupi (λ Lupi, förkortad Lambda Lup, λ Lup), som är stjärnans Bayer-beteckning, är en trippelstjärna i mellersta delen av stjärnbilden Vargen. Den har en kombinerad magnitud av 4,04 och är synlig för blotta ögat där ljusföroreningar ej förekommer. Baserat på parallaxmätning inom Hipparcosuppdraget på ca 4,2 mas, beräknas den befinna sig på ett avstånd av ca 800 ljusår (240 parsek) från solen. Konstellationen har en egenrörelse på 27,4 ± 4,9 km/s i förhållande till sina grannar, vilket gör den till en flyktstjärna. Den ingår i undergruppen Övre Centaurus Lupus i Scorpius-Centaurus OB-föreningen.

## Egenskaper
Primärstjärnan Lambda Lupi är en blå till vit stjärna i huvudserien av spektralklass B3 V,. Den har en massa som är ca 8 gånger solens massa, en radie som är ca 5,6 gånger solens radie och avger ca 3 300 gånger mer energi än solen från dess fotosfär vid en effektiv temperatur på ca 14 200 K.
De två synliga komponenterna trippelstjärnan kretsar kring varandra med en omloppsperiod på 70,8 år med en stor excentricitet på 0,63. Följeslagaren är en stjärna i huvudserien av spektralklass B3 V med skenbar magnitud 5,23. En av paret är i sig en dubbelsidig spektroskopisk dubbelstjärna.